# Baloue
Baloue (ou Bahoue, Balouo, Louo, Luo) est un village du Cameroun. Il appartient à la commune de Bangangté, dans le département du Ndé et la région de l'Ouest.

## Population
Lors du recensement de 2005, la population de Baloue était de 65 habitants.

## Coordonnées géographiques
Le village de Baloue est situé à 5° 16' 28 de latitude Nord et à 10° 21' 38 de longitude Est, à 1 806 mètres d'altitude. D'autres sources avancent des données un peu différentes, notamment une altitude de 1 220 m.

## Tourisme
Dans le cadre de l'année du tourisme durable pour le développement décrétée par les Nations unies, un projet de Collines écologiques a été créé. Ce projet a pour objectif de développer un tourisme durable  dans les collines de Baloue.